# Lourenço Martins da Cunha
Lourenço Martins da Cunha (1250 -?) foi um Rico-homem e cavaleiro medieval do Reino de Portugal. Foi senhor do Morgadio de Pombeiro na localidade de Pombeiro de Ribavizela,  freguesia portuguesa do concelho de Felgueiras. 

## Relações familiares
Foi filho de Martim Lourenço da Cunha (1210 -?) e de Sancha Garcia de Penha (c. 1210 -?) filha de Garcia Fernandes de Penha (1180 -?) e de Teresa Pires de Baião (1190 -?). Casou com Maria Louzão de Eloy Froy (c. 1260 -?), de quem teve:
1. Martim Lourenço da Cunha (1300 -?), 1.º senhor de Pombeiro de Ribavizela casou com D. Maria Gonçalves de Sousa ou também D. Maria Gonçalves de Briteiros (1320 -?) filha de D. Gonçalo Anes de Briteiros (1270 -?) e de Maria Afonso Chichorro (1280 -?);
2. Inês Lourenço da Cunha (1280 -?), condessa de Trastâmara casou com D. Vasco Gonçalves Pereira[2] (1280 -?), conde de Trastâmara, filho de D. Gonçalo Pereira, o Liberal (1250 -?) e de D. Urraca Vasques Pimentel (c. 1250 -?);
3. Pedro Lourenço da Cunha.